# Фтома Йосип Васильович
Йосип Васильович Фтома (3 березня 1922, село Брюховичі, тепер Львівського району Львівської області — 19 грудня 2002, село Брюховичі, тепер Львівського району Львівської області) — український радянський діяч, новатор сільськогосподарського виробництва, бригадир колгоспу «Росія» Перемишлянського району Львівської області. Депутат Верховної Ради УРСР 7—8-го скликань.

## Біографія
Народився у селянській родині.
З 1944 року — в Червоній армії, служив кулеметником. Учасник німецько-радянської війни.
З кінця 1940-х років — конюх, заступник голови правління, завідувач ферми, бригадир рільничої бригади колгоспу «Росія» села Брюховичі Перемишлянського району Львівської області. Вирощував високі врожаї зернових, цукрових буряків та картоплі.
Потім — на пенсії у селі Брюховичі Перемишлянського району Львівської області.

## Нагороди
- орден Жовтневої Революції
- орден Вітчизняної війни ІІ ст. (6.04.1985)
- орден Трудового Червоного Прапора (1966)
- медалі.